# Клаудіу-Лучіан Поп
Клаудіу-Лучіан Поп (рум. Claudiu-Lucian Pop; нар. 22 липня 1972, Пішколт) — румунський греко-католицький єпископ, куріальний єпископ архієпархії Фаґараша і Альба-Юлії і титулярний єпископ Маріамми. З 14 квітня 2021 року єпископ Клуж-Ґерли.

## Життєпис
Народився 22 липня 1972 року в Пішколті, повіт Сату-Маре, Румунія. Був студентом Папської румунської колегії «Pio Romeno» в Римі з 1991 по 1999 рік, відвідуючи курси філософії в Папському Урбаніанському університеті і богослов'я в Папському григоріанському університеті, де у 2006 році здобув ліценціят з богослов'я духовності.
23 липня 1995 року отримав священичі свячення з рук єпископа Васіле Хоссу. У 1999—2002 роках провадив священиче служіння на румунській греко-католицькій парафії святого Георгія в Парижі як вікарій, а в 2002—2007 роках був парохом і ректором Румунської греко-католицької місії в столиці Франції.
Після цього з 2007 по 2011 рік був ректором Папської румунської колегії «Pio Romeno».

## Єпископ
21 листопада 2011 року папа Бенедикт XVI потвердив вибір о. Клаудіу-Лучіана Попа на куріального єпископа архієпархії Фаґараша і Альба-Юлії, здійснений синодом Румунської греко-католицької церкви, і надав йому титулярний осідок Маріамми. Єпископські свячення отримав 8 грудня 2011 року. Головним святителем був префект Конгрегації Східних Церков кардинал Леонардо Сандрі, а співсвятителями — греко-католицькі єпископи з Румунії Александру Месьян і Вірджіл Берча.
14 квітня 2021 року призначений єпископом єпархії Клуж-Ґерли.